# SN 2005ew
SN 2005ew – supernowa typu Ia odkryta 4 października 2005 roku w galaktyce A033923+3502. W momencie odkrycia miała maksymalną jasność 15,10m.